# Ferdinánd
A Ferdinánd germán eredetű férfinév, jelentése: béke + merész.  Női párja: Ferdinanda.

## Rokon nevek
- Fernandó:[1] a Ferdinánd olasz alakváltozata.
- Ernán:[1] a Ferdinánd név spanyol Hernando alakjának rövidült formája.

## Gyakorisága
Az 1990-es években a Ferdinánd szórványos név, a Fernandó és az Ernán nem volt anyakönyvezhető, a 2000-es években nem szerepelnek a 100 leggyakoribb férfinév között.

## Névnapok
- május 30.[2]
- június 5.[2]
- október 19.[2]

## Híres Ferdinándok, Fernandók, Ernánok

### Uralkodók
- I. Ferdinánd aragóniai király (1380–1416)
- II. Ferdinánd aragóniai király (1452–1516)
- I. Ferdinánd leóni király (1016–1065)
- II. Ferdinánd leóni király (1137–1188)
- III. Ferdinánd kasztíliai király (1199–1252)
- IV. Ferdinánd kasztíliai király (1285–1312)
- I. Ferdinánd német-római császár, magyar és cseh király (1503–1564)
- II. Ferdinánd német-római császár, magyar és cseh király (1578–1637)
- III. Ferdinánd német-római császár, magyar és cseh király (1608–1657)
- IV. Ferdinánd német-római király, magyar és cseh király (1633–1654)
- V. Ferdinánd magyar király, I. Ferdinánd néven osztrák császár (1793–1875)
- I. Ferdinánd nápolyi király (1423–1494)
- II. Ferdinánd nápolyi király (1469–1496)
- I. Ferdinánd portugál király (1345–1383)
- II. Ferdinánd portugál király (1816–1885)

### Egyéb személyek
- Miklóssi Ferdinánd Leó politikai aktivista, üzletember
- Fernando Alonso spanyol autóversenyző
- Fernando Verdasco spanyol teniszező
- Hernán Cortés konkvisztádor
- Fernando González Ciuffardi, chilei teniszező
- Ferdinánd Károly Anton főherceg, Mária Terézia királynő fia
- Ferenc Ferdinánd főherceg, osztrák-magyar trónörökös
- Ferdinánd Magellán felfedező
- Fernando Hierro spanyol labdarúgó
- Fernando Morientes spanyol labdarúgó
- August Ferdinand Möbius német matematikus, csillagász
- Fernando Torres spanyol labdarúgó
- Ferdinand von Zeppelin konkvisztád
- Fernando Colunga mexikói színész